# SDRAM

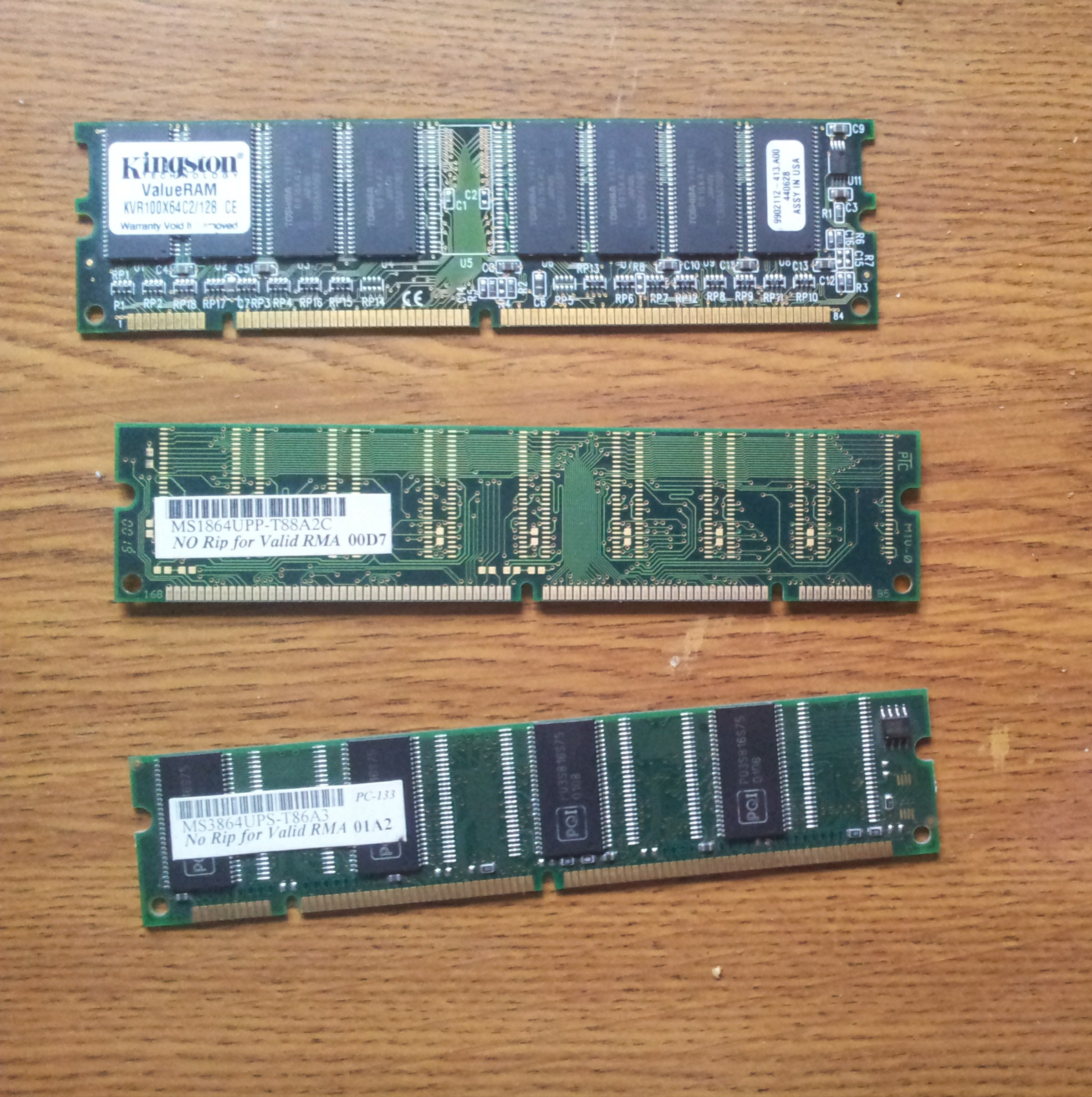
Alcuni moduli di SDRAM in formato DIMM.

In informatica ed elettronica una SDRAM (acronimo dell'inglese Synchronous Dynamic Random Access Memory, lett. "memoria ad accesso casuale dinamica sincrona") anche detta DRAM sincrona è un tipo di RAM utilizzata nelle DIMM come memoria volatile dei personal computer di tipo Pentium e successivi. 
Un segnale di clock temporizza e sincronizza le operazioni di scambio di dati con il processore, raggiungendo una velocità almeno tre volte maggiore delle SIMM con EDO RAM.
Si differenziano dalle DRAM normali per il fatto che l'accesso è sincrono, ovvero governato dal clock.